# Lenothrix canus
Lenothrix canus é uma espécie de roedor da família Muridae. É a única espécie do género Lenothrix.
Pode ser encontrada nos seguintes países: Indonésia e Malásia.